# 指月布袋画賛
『指月布袋画賛』（しげつほていがさん）とは、江戸時代の禅僧、仙厓義梵による禅画である。月を指す布袋の図は禅画における伝統的な画題であり、「月（悟り）の在処を指（経典）で示しているのに、何故指を見て月を見ようとしないのか」という、禅の教えを説いた作品である。
仙厓による布袋を画題とした作品は数多く遺存しており、月を指す布袋図としても複数の作品が残されている。なかでも出光美術館が所蔵する「を月様幾つ十三七つ」という当時の子守唄が記されたものや、福岡市美術館が所蔵する「あの月が落たら誰にやろふかひ」と画賛した一幅などが知られている。

## 背景
臨済宗古月派の禅僧であった仙厓は、美濃国の農民の出生であり、11歳で得度し、清泰寺の小僧として努めた。その後、武蔵国の東輝庵の月船禅彗らに師事して本格的な修行を行った後に全国を行脚し、寛政元年（1789年）に博多にある日本最初の禅寺と言われる聖福寺の123世住職に就任した。しかしながら名刹であってもその内実は充実していたとは言えず、仙厓はその復興と弟子の養成に心血を注いだ。こうした日々を送る中で、寛政9年（1797年）ごろより、衆生を済度する象徴である布袋を画題に選定した禅画を描くようになった。出光美術館の八波浩一は、仙厓の描く布袋図について「片膝を立てて座り、くつろいだ姿の布袋」「団扇を片手に踊るようなしぐさの布袋」「頭陀袋を背負い歩く姿の布袋」「頭陀袋を背負い、あるいは頭に担いで橋を渡る布袋」「頭陀袋を降ろして休息をする布袋」「両手を大きく上に伸ばしてあくびをする布袋」「月を指さす布袋」「頭陀袋の中に宝珠の珠をはきだす布袋」の八つに分類し、制作年代によって異なるタイプの布袋図を好んで描いていたことを指摘している。
当初仙厓の禅画はリアルなタッチで描かれていたが、文化7年（1810年）に「仙厓禅師の絵は運筆霊活だが、かの雪舟のように絵を賛美するばかりで禅僧としての徳など思いもしない事態にならないか憂えている」という浦上春琴の説法を受けて、聡と明を失脚してうまさを目指さなくなり、後世に残されているユーモラスな禅画を数多く描くようになったとする逸話が残されている。

## 作品
「指月布袋」は月を指さす布袋を画題とする作品の総称であり、禅宗絵画における一般的な画題である。通常は月とともにそれを指さす布袋が描かれるが、仙厓の『指月布袋画賛』は総じて月を描くことなく、賛文でその存在を示唆する構成が特徴として挙げられる。本画題における「月」は「悟り」、「指」は「悟りへ至る道筋を説く経文」を象徴しており、指を見ずに月を見よという教えが示されている。水墨で簡単に描かれている布袋や子供の絵は、濃淡や乾湿に富んだものとなっており、招福画としても広く親しまれている。
出光美術館が所蔵する「を月様幾つ十三七つ」と画賛された『指月布袋画賛』は、石油卸売業者の出光興産創業者出光佐三が福岡市商業学校の学生時代に、親にせがんで購入して貰ったと言われる作品で、仙厓に傾倒した出光はそれ以来およそ1,200点の仙厓の禅画を蒐集した。出光美術館の所蔵品はこうした仙厓の作品含めおよそ1万点にのぼるが、「を月様幾つ十三七つ」はそのコレクションの第1号として記録されている。出光はことあるごとに仙厓の禅の教えを訓示として社員へ説いたとされ、1943年（昭和18年）の太平洋戦争の最中、戦地に資源を供給していた多くの商社が競合によって価格吊り上げを行っていた時に「指月の訓」を説いて社員を激励したとの記録が残されている。
一方、福岡市美術館が所蔵する「あの月が落たら誰にやろふかひ」と画賛された『指月布袋画賛』は「石村コレクション」と呼ばれる蒐集品のひとつであり、製菓業者の石村萬盛堂二代目石村善右によって寄贈された作品となっている。作品は画賛の下に純真無垢な象徴として、笑顔の布袋とともにはしゃぐ二人の裸の子供が柔らかな筆遣いで描かれている。
どちらの作品も制作時期については明確となっていないが、福岡市美術館館長の中山喜一朗は、両作品には7年から8年の隔たりがあり、より禅画としての進化が読み取れる出光美術館所蔵作品の「を月様幾つ十三七つ」が晩年に描かれたものではないかと推察している。
また、仙厓の『指月布袋画賛』は「を月様幾つ十三七つ」「あの月が落たら誰にやろふかひ」以外にも「あの月かほしくはやろふ取て行」「あの月かほしくば取って弥勒佛」「あの月か落ちたらおれか拾ひます」といった賛が書き込まれた作品が出光美術館に収蔵されている。「あの月かほしくはやろふ取て行」「あの月かほしくば取って弥勒佛」は布袋が単独で配置されているのに対し、「あの月か落ちたらおれか拾ひます」は周囲に布袋とともに子供が配置されている点に「を月様幾つ十三七つ」などとの共通点を見出すことができる。美術史家の浅井京子は、仙厓が描く布袋のゆるやかな線が笑いを誘い、説法も抵抗感無く受け入れられている要因ではないかと指摘している。

## 画賛
画賛とは絵の余白に書き込まれた詩歌を指し、書画一致論の考えのもと、書き込まれた文章と描かれた絵図を合わせたり結び付けたりして鑑賞する。仙厓の『指月布袋画賛』はいずれも画角内に月は描かれておらず、画賛によってその存在が示唆されているが、「あの月かほしくはやろふ取て行」「あの月かほしくば取って弥勒佛」などの作品は「指月」の表現が直接的であり、誰もが「指月布袋」を画題とした絵であることが判別できるようになっている。
代表作例である「を月様幾つ十三七つ」という画賛は、「お月さんいくつ」という童歌の頭出しであり、童謡研究者の浅野健二が「古謡の中でもこんなに広く且つ古くから諸書に散見するわらべ唄は珍しい」と指摘するほど広く知られた童歌である。「を月様幾つ十三七つ」は絵を見ても画賛を読んでも、単に月に関わるわらべうたを歌いながら子守をしている布袋と子供が図示されているだけのほのぼのとした構図になるが、そこには確かに「指月の教え」の暗喩が含まれている。出光美術館の八波浩一は、「指月布袋」の教えがより暗示的、間接的に表現された「を月様幾つ十三七つ」は仙厓最晩年の作品であり、仙厓の『指月布袋』群の中でも最高傑作であるとしている。